# Elezioni presidenziali nella Repubblica Dominicana del 2012
Le elezioni presidenziali nella Repubblica Dominicana del 2012 si tennero il 20 maggio.

## Risultati
| Candidati               | Partiti                              | Voti      | %     |
| ----------------------- | ------------------------------------ | --------- | ----- |
| Danilo Medina           | Partito della Liberazione Dominicana | 2 323 150 | 51,21 |
| Hipólito Mejía          | Partito Rivoluzionario Dominicano    | 2 129 997 | 46,95 |
| Guillermo Moreno García | Alianza País                         | 62 290    | 1,37  |
| Eduardo Estrella        | Dominicani per il Cambiamento        | 9 340     | 0,21  |
| Max Puig                | Alleanza per la Democrazia           | 6 550     | 0,14  |
| Julian Serulle          | Fronte Ampio                         | 5 064     | 0,11  |
| Totale                  | Totale                               | 4 536 391 | 100   |